# Le Mariage mystique de sainte Catherine d'Alexandrie en présence de saint Sébastien
Le Mariage mystique de sainte Catherine d'Alexandrie en présence de saint Sébastien est un tableau réalisé par le peintre italien Le Corrège en 1526-1527. Cette huile sur bois de format presque carré est une peinture chrétienne qui représente le mariage mystique de Catherine d'Alexandrie : assis sur les cuisses de Marie, l'Enfant Jésus s'apprête à passer une alliance à son annulaire, sous le regard approbateur du jeune Sébastien, et tandis qu'à l'arrière plan dans le paysage arboré on aperçoit le martyre des deux saints. Anciennement partie de la collection royale française, l'œuvre est conservée au musée du Louvre, à Paris.